# رانیساو یووانوویچ
رانیساو یووانوویچ (انگلیسی: Ranisav Jovanović؛ زادهٔ ۵ نوامبر ۱۹۸۰) بازیکن فوتبال اهل آلمان است.
از باشگاه‌هایی که در آن بازی کرده‌است می‌توان به باشگاه فوتبال دینامو درسدن، باشگاه فوتبال اس‌وی زاندهاوزن، باشگاه فوتبال ماینتس ۰۵، باشگاه فوتبال فورتونا دوسلدورف، باشگاه فوتبال روت وایس اهلن، و باشگاه فوتبال دویسبورگ اشاره کرد.